# Den vedervärdige mannen från Säffle
Den vedervärdige mannen från Säffle är en roman av Maj Sjöwall och Per Wahlöö som ingår i deras serie "Roman om ett brott", vilken omfattar tio titlar. Den gavs ut 1971 och filmatiserades 1976 av Bo Widerberg under namnet Mannen på taket med Carl-Gustaf Lindstedt som kommissarie Martin Beck, flankerad av bland andra Sven Wollter, Thomas Hellberg och Eva Remaeus.

## Handling
En man mördas brutalt på Sabbatsbergs sjukhus i Stockholm. Einar Rönn från våldsroteln åker dit. När han får reda på att det är den sjukskrivne kommissarien Stig Nyman kontaktar han kommissarie Martin Beck. Via Lennart Kollberg får Martin Beck och Einar Rönn reda på att Stig Nyman var en riktigt dålig och osympatisk polis som under sin levnadstid hade hunnit skaffa sig en hel del fiender. Martin Beck, Einar Rönn och Kollberg slår fast att motivet till mordet endast kan vara hämnd. Men vem skulle kunna vara så hämndlysten att mörda en polis? Einar Rönn börjar granska en hög med JO-anmälningar som Stig Nyman fått under sin levnadstid, medan Beck intervjuar en polis som försvarar Nymans beteende som ett uttryck för kåranda.

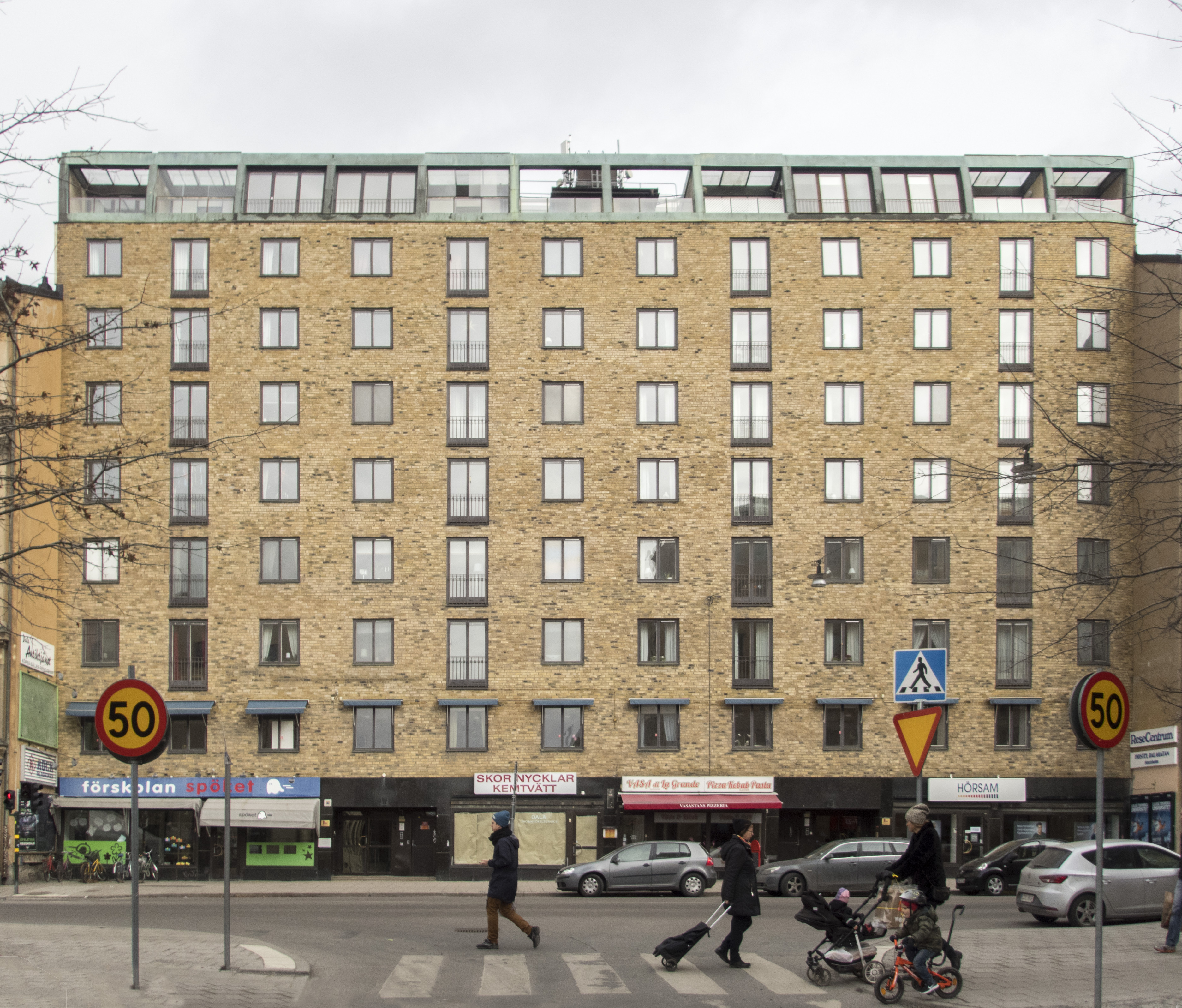
Dalagatan 34 där flera av action-scenerna i boken utspelar sig.

Under tiden klättrar en tungt beväpnad man upp på ett tak mitt i centrala Stockholm, belägrar sig och börjar skjuta vilt omkring sig på gatorna. Flera försök att övermanna honom misslyckas.

## Litterär skylt
En litterär skylt finns sedan 1992 uppsatt på Dalagatan 34 i Stockholm med ett citat ur Den vedervärdige mannen från Säffle:
| ” | Det här är Gunvald Larsson. I fastigheten Dalagatan trettiofyra finns nu en vansinnig människa, som skjuter från taket eller översta våningen med ett automatgevär. Det ligger två döda poliser i fontänen framför Eastmaninstitutet. Slå larm i alla innerstadsdistrikt. | „ |